# Typhlodromips cananeiensis
Typhlodromips cananeiensis är en spindeldjursart som beskrevs av Gondim Jr. och Moraes 200. Typhlodromips cananeiensis ingår i släktet Typhlodromips och familjen Phytoseiidae. Inga underarter finns listade i Catalogue of Life.